# Bettmerhorn
Bettmerhorn är en bergstopp i Schweiz.   Den ligger i distriktet Goms och kantonen Valais, i den centrala delen av landet, 80 km sydost om huvudstaden Bern. Toppen på Bettmerhorn är 2 857 meter över havet, eller 164 meter över den omgivande terrängen. Bredden vid basen är 1,3 km.
Terrängen runt Bettmerhorn är huvudsakligen bergig, men den allra närmaste omgivningen är kuperad. Närmaste större samhälle är Naters, 12,1 km sydväst om Bettmerhorn. 
I omgivningarna runt Bettmerhorn växer i huvudsak blandskog. Runt Bettmerhorn är det mycket glesbefolkat, med 7 invånare per kvadratkilometer.